# Miguel Aceves Mejía
Miguel Aceves Mejía (CD.Juárez, 15 de noviembre de 1915-Ciudad de México, 6 de noviembre de 2006) fue un cantante y actor mexicano.

## Biografía y carrera

### Primeros años
Miguel Aceves Mejía nació el 15 de noviembre de 1915 en Chihuahua, siendo hijo de Miguel Aceves y Herminia Mejía. Desde niño trabajó como limpiabotas y vendiendo periódicos, ya que su padre falleció cuando él tenía cuatro años de edad.
Posteriormente, se desempeñó como ayudante de mecánico en la Ford Motor Company de Chihuahua. En su adolescencia, y a pesar de ser tartamudo, descubrió su facilidad para el canto. Sus compañeros lo alentaron a entrar a un concurso de canto que realizaba la Ford Motor Company, ya que se la pasaba cantando todo el tiempo y, según decían ellos, «cantaba muy bonito». El primer premio era un contrato para trabajar en Monterrey en la XEB el buen tono. Ahí conoció a los que serían sus compañeros en el trío Los Porteños.

### Trayectoria artística
Sus primeras presentaciones fueron en su ciudad natal, así como en Monterrey, y posteriormente en Los Ángeles, donde grabó su primer disco, con el trío Los Porteños. A pesar del éxito inmediato que tenía en Los Ángeles, le comentó a sus compañeros que su sueño era regresar a México, a la capital, para estar en la XEW, pero sus compañeros desistieron y decidieron seguir por su cuenta, despidiéndose así.
Después viajó a la Ciudad de México, donde se formaba todas las mañanas desde las 7 a. m. para esperar una oportunidad hasta que Fernando Fernández lo introdujo en un programa al enfermarse uno de los cantantes. Después del programa impresionó a los directores de la XEW, por su tesitura y tono de voz. Le preguntaron qué le gustaba cantar y al contestar que siempre ha incursionado en el género ranchero, le dicen que ese género no tiene muchos seguidores por lo que lo inician en el programa Rumbas y Boleros como cantante de boleros. Posteriormente, al lograr éxito como bolerista y tener su propio programa en la XEW, Mariano Rivera Conde lo hace grabar varios discos con rumbas y guarachas, y al querer volver a grabar un nuevo sencillo, inicia una huelga en México de todos los músicos y esta se convierte en la gran oportunidad, ya que a Mariano Rivera Conde se le ocurre decirle.. "Miguel, por qué no grabamos con mariachi, en el sindicato no están reconocidos como músicos!!" por lo que Miguel Aceves Mejía inicia como intérprete de temas rancheros. Su primer disco de acetato en ranchero es un éxito al traer "Oh Gran Dios", "Carabinas 30-30", "La Embarcación" y "Hay Unos Ojos". Su talento y estilo interpretativo le abrieron las puertas del éxito y muestra de ello fueron las más de dos mil canciones que grabó y lo consagraron como el Rey del Falsete.
Su popularidad lo llevó a incursionar en el cine. Su primera película fue Rancho Alegre (1940), en la que al final interpreta el tema musical de la historia. Las primeras incursiones del Aceves Mejía fueron solo como cantante e incluso doblando la voz de José Pulido en el filme De pecado en pecado (1947). Después de su intervención en diez cintas, en 1954 debuta estelarmente en la película A los cuatro vientos, al lado de Rosita Quintana. Fue tal la aceptación de Miguel y Rosita como pareja, que los productores decidieron reunirlos en otras películas como: Que seas feliz (1956), Mi niño mi caballo y yo (1958), ¿Dónde estás corazón? y Paloma brava, estas últimas filmadas en 1960.
La popularidad que alcanzó con sus discos y sus películas lo llevó al extranjero y en Argentina, donde logró gran aceptación, filmó Qué me toquen las golondrinas (1956), Amor se dice cantando (1957) y ¡Viva quien sabe querer! (1959). En España compartió créditos con Lola Flores en ¡Échame a mí la culpa! (1958) y en "Limosna de amores" (1955).
También incursionó en otros géneros como el tango en el que en 1968 grabó con Lucio Milena un disco llamado Tangos en bolero a la manera de Miguel Aceves Mejía.

## Muerte
El 6 de noviembre de 2006, Mejía falleció en Ciudad de México a los 90 años de edad, a causa de una neumonía. Dos días después, el 8 de noviembre, recibió un homenaje nacional en el Palacio de Bellas Artes y posteriormente fue enterrado en el Panteón Jardín, ubicado en la misma ciudad.

## Filmografía

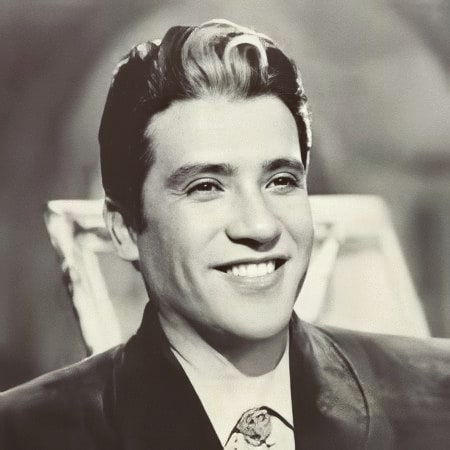
Mejía fotografiado en la década de los cincuenta.

- Rancho Alegre (1941)
- Pecadora (1947)
- De pecado en pecado (1948)
- Donde nacen los pobres (1950)
- Por querer a una mujer (1951)
- Ella y yo (1951)
- Nosotras las sirvientas (1951)
- Cartas a Ufemia (1952)
- La mentira (1952)
- El asesino enmascarado (1953)
- Camelia (1954)
- El águila negra en 'El vengador solitario' (1954)
- A los cuatro vientos (1955)
- Limosna de amores (1955)
- Historia de un amor (1956)
- ¡Que seas feliz! (1956)
- Que me toquen las golondrinas (1957)
- Hay ángeles con espuelas (1957)
- Mal de amores (1957)
- El gallo colorado (1957)
- La feria de San Marcos (1958)
- Cuatro copas (1958)
- Tú y la mentira (1958)
- Guitarras de medianoche (1958)
- Música en la noche (1958)
- Música de siempre (1958)
- Sabrás que te quiero (1958)
- Bajo el cielo de México (1958)
- Amor se dice cantando (1959)
- El cariñoso (1959)
- Mi niño, mi caballo y yo (1959)
- Échame la culpa (1959)
- El ciclón (1959)
- Dos tipos con suerte (1960)
- Me importa poco (1960)
- Tres angelitos negros (1960)
- Viva la parranda (1960)
- Las canciones Unidas (1960)
- ¡Viva quien sabe querer! (1960)
- Bala perdida (1960)
- Los fanfarrones (1960)
- Paloma brava (1961)
- El Buena Suerte (1961)
- ¿Dónde estás, corazón (1961)
- Viva Chihuahua (1961)
- Martín Santos el llanero (1962)
- Asesinos de la lucha libre (1962)
- Los cinco halcones (1962)
- El rey de la pistola (1962)
- El asesino enmascarado (1962)
- Si yo fuera millonario (1962)
- Camino de la horca (1962)
- Los valientes no mueren (1962)
- Dos gallos y dos gallinas (1963)
- Los apuros de dos gallos (1963)